# Юнибаккен
Юнибаккен (Юнибакен, швед. Junibacken) — детский культурно-развлекательный центр, «музей сказок», расположенный в Стокгольме на острове Юргорден.
В музее смоделированы места из различных детских произведений шведских писателей, прежде всего Астрид Линдгрен, а также Туве Янссон, Эльзы Бесков и ряда других, которые можно не только осмотреть, но и поиграть в них. Ежедневно проводятся спектакли и другие детские развлекательные мероприятия. В музее есть также ресторан и книжный магазин, в котором можно приобрести детские книги на разных языках.
Также одной из особенностей музея является сказочный поезд, на котором посетители могут путешествовать по сценам из книг Астрид Линдгрен. Декорации выполнены по иллюстрациям художницы Марит Тёрнквист (Marit Törnqvist), работавшей с Астрид Линдгрен.
Название музея происходит из произведения Линдгрен «Мадикен и Пимс из Юнибаккена» (Юнибаккен в переводе значит «июньская горка»).
В парке проходят театральные постановки для взрослых и детей по мотивам писательницы и основательницы парка Астрид Линдгрен
В 1996 году рядом с Центром установлен прижизненный памятник писательнице.